# 稲垣潤一 (アルバム)
『稲垣潤一』（いながきじゅんいち）は、2002年11月21日にリリースされた稲垣潤一20枚目のオリジナルアルバム。

## 解説
シングル曲は「プラチナ・アストロノーツ」「TOKYO ELEGY」を収録。いずれもアルバム用アレンジが施されている。また「ドラマティック・レイン」・「思い出のビーチクラブ」の新ヴァージョンも収録されている。5曲目の「SUNNY」はボビー・ヘブのカヴァー。

## 収録曲
1. answer
作詞：加藤健　作曲：桑村達人　編曲：西脇辰弥
2. VOYAGER
作詞：売野雅勇　作曲：都志見隆　編曲：西脇辰弥
3. 君に出会ってから
作詞：小谷ゆき子　作曲：谷脇仁美　編曲：西脇辰弥
シングル「TOKYO ELEGY」のカップリング曲。
4. contemporary leaders
作詞：加藤健　作曲：岸正之　編曲：西脇辰弥
5. SUNNY
作詞・作曲：BOBBY HEBB／編曲：西脇辰弥
6. TOKYO ELEGY （Album Version)
作詞：売野雅勇　作曲：鈴木キサブロー　編曲：西脇辰弥
7. プラチナ・アストロノーツ（Album Mix)
作詞：売野雅勇　作曲：鈴木キサブロー編曲：重実徹
8. rhymelight （Album Version)
作詞：加藤健　作曲：松本俊明　編曲：北村仁志
シングル「TOKYO ELEGY」のカップリング曲。
9. eternity
作詞：紫夢　作曲：稲垣潤一　編曲：北村仁志
10. アリノママ（Album Version)
作詞：ゆき　作曲：松本俊明　編曲：重実徹
シングル「プラチナ・アストロノーツ」のカップリング曲。
11. ドラマティック・レイン '02
作詞：秋元康　作曲：筒美京平　編曲：塩入俊哉
12. 思い出のビーチクラブ '02
作詞：売野雅勇　作曲：林哲司　編曲：塩入俊哉